# بوابة القرآن
بوابة القرآن (دروازه قرآن بالفارسية) بوابة تاريخية في جادة اصفهان وعلى ميدان القرآن إلى طريق مرودشت بمدينة شيراز، أبناها عضد الدولة البويهي الفارسي، وقد جعل عليها قرآن سمي "القرآن ذا الأمنان السبعة عشر"۔